# Weedle
Weedle (japanski: ビードル Bidoru) jedan je od 1025 fiktivnih vrsta Pokémona iz medijske franšize Pokémon, skupa Pokémon videoigara, animiranih serija, manga stripova, knjiga, igraćih karata i drugih medija kojima je tvorac Satoshi Tajiri. Svrha je Weedlea u videoigrama, animiranoj seriji i manga stripovima, kao i svrha ostalih Pokémona, borba s divljim Pokémonima – neukroćenim stvorenjima koje igrači i likovi pronalaze dok kreću na razne avanture – i pripitomljenim Pokémonima drugih Pokémon trenera.

## Etimologijaimena
Ime Weedle kombinacija je engleskih riječi "worm" = crv, odnoseći se na životinju na kojoj se temelji lik ovog Pokémona, te "needle" = igla, bodlja, odnoseći se na primarno oružje kojim se ovaj Pokémon koristi.

## Pokédex podaci
- Pokémon Red i Blue: Često ga se pronalazi u šumama kako jede lišće. Nasred glave nosi otrovnu bodlju.
- Pokémon Yellow: Valja se paziti oštre bodlje na njegovoj glavi. Skriva se u travi i grmlju gdje se hrani lišćem.
- Pokémon Gold: Njegova je otrovna bodlja veoma moćna. Njegova posebna boja tijela ukazuje neprijateljima da nije prijatan obrok.
- Pokémon Silver: Napada protivnike bodljom na glavi. Obično ga se može pronaći ispod listova gdje se hrani.
- Pokémon Crystal: Bodlja na vrhu njegove glave stvara snažan otrov. Koristi se njome u obrambene svrhe.
- Pokémon Ruby/Sapphire: Weedle ima izuzetno istančan osjet mirisa. Sposoban je razlikovati omiljenu vrstu listova od onih koje manje voli jednostavnim približavanjem svoga nosa listu.
- Pokémon Emerald: Weedle ima izuzetno istančan osjet mirisa. Sposoban je razlikovati omiljenu vrstu listova od onih koje manje voli jednostavnim približavanjem svoga nosa listu.
- Pokémon FireRed: Čest primjer u šumama i travnjacima. Posjeduje oštru otrovnu bodlju navrh glave.
- Pokémon LeafGreen: Često ga se pronalazi u šumama gdje cjelodnevno jede lišće. Na glavi nosi oštru bodlju koja luči otrov.
- Pokémon Diamond/Pearl/Platinum: Dnevno pojede količinu lišća jednaku vlastitoj težini. Tjera napadače bodljom navrh glave.

## U videoigrama
Weedle je prisutan u gotovo svim videoigrama. U igrama Pokémon Red, Blue, Yellow, FireRed i LeafGreen, Weedle je sveprisutan u Viridian šumi, kao i određenim drugim dijelovima igre.
U igrama Pokémon Gold, Silver i Crystal također je uvijek prisutan u parku grada Goldenroda. U Gold i Silver verziji prisutan je unutar Illex šume, te na Stazama 2, 30, 31.

## Tehnike
| Prirodne tehnike              | Prirodne tehnike | Prirodne tehnike |
| ----------------------------- | ---------------- | ---------------- |
| Tehnika                       | Vrsta tehnike    | Razina           |
| Otrovna bodlja (Poison Sting) | Otrovni          |                  |
| Vlaknasti metci (String Shot) | Buba             |                  |
| Kukčev ugriz (Bug Bite)       | Buba             | 15               |

## Statistike
| HP:      | 40 |  |
| Attack:  | 35 |  |
| Defense: | 30 |  |
| Special: | 20 |  |
| SpAtk:   | 20 |  |
| SpDef:   | 20 |  |
| Speed:   | 50 |  |

Statistika Special korištena je samo tijekom prve generacije; kasnije je podijeljenja na Special Attack i Special Defense statistike.

## U animiranoj seriji
U epizodi Challenge of the Samurai, Ash bio je blizu hvatanju Weedla. Koristio je svog novouhvaćenog Pidgeotta u borbi i onesvijestio Weedla, no u trenutku kada je htio baciti Poké loptu, pojavio se Samurai i odvukao Ashovu pažnju, te je Weedle uspio pobjeći. 
Casey, Pokémon trenerica koja se nekoliko puta pojavila tijekom Pokémon animirane serije, uhvatila je Weedla u Natjecanju hvatanja Buba Pokémona u epizodi The Bug Stops Here. Na kraju epizode ga je pustila natrag u prirodu u skladu s pravilima natjecanja.